# Lama (jezero)
Lama (rusky Лама) je jezero na severozápadě Středněsibiřské pahorkatiny v Krasnojarském kraji v Rusku. Má rozlohu 318 km². Je 100 km dlouhé a široké do 20 km. Průměrná hloubka je 20 m. Kotlina, ve které se jezero nachází je tektonického původu.

## Pobřeží
Jezero je protáhlé v  šířkovém směru. Břehy jsou převážně vysoké (400 až 600 m).

## Vlastnosti vody
Jezero se vyznačuje nízkou teplotou vody i v letním období.